# Tom Strohbach
Tom Strohbach est un joueur allemand de volley-ball né le 27 mai 1992 à Schwerin (Mecklembourg-Poméranie-Occidentale). Il mesure 1,99 m et joue réceptionneur-attaquant (ponctuellement libero. Il totalise 36 sélections en équipe d'Allemagne.

## Clubs
| Club             | De        | À         |
| ---------------- | --------- | --------- |
| Generali Haching | 2011-2012 | 2013-2014 |
| TV Rottenburg    | 2014-2015 | 2015-2016 |
| TSV Herrsching   | 2016-2017 | 2017-2018 |
| Callipo Sport    | 2018-2019 | ...       |

## Palmarès
- Championnat d'Allemagne
  - Finaliste : 2012
- Coupe d'Allemagne (1)
  - Vainqueur : 2013
  - Finaliste : 2012